# Wariancja fenotypowa
Wariancja fenotypowa lub inaczej zmienność fenotypowa {\displaystyle v_{p}} składa się z dwóch podstawowych składników:
1. genetycznego {\displaystyle v_{g},}
2. środowiskowego {\displaystyle v_{e}{:}}

{\displaystyle v_{p}=v_{g}+v_{e}.}
Bardziej złożony model może uwzględniać dodatkowo kombinacje tych elementów, tzn. interakcje genotyp–środowisko i korelacje genotyp–środowisko:
{\displaystyle v_{p}=v_{g}+v_{e}+r_{ge}+v_{g\times e}.}

## Składnik genetyczny
Składnik genetyczny {\displaystyle v_{g}} (inaczej wartość fenotypowa) wynika z interakcji pomiędzy allelami tych samych loci – dominacji, z oddziaływania między allelami różnych loci- epistaza, z sumowania się efektów poszczególnych loci- braku dominacji i braku epistazy:
{\displaystyle v_{g}=v_{a}+v_{d}+v_{I},}
gdzie:
- {\displaystyle v_{a}} – wariancja genotypowa addytywna – źródło zmienności genetycznej wynikające z sumowania się efektów poszczególnych alleli,
- {\displaystyle v_{d}} – wariancja genotypowa dominacji – źródło zmienności genetycznej wynikające z dodatkowych informacji z interakcji pomiędzy allelami tych samych genów,
- {\displaystyle v_{I}} – wariancja genotypowa epistazy (interakcji) – źródło zmienności genetycznej wynikające z interakcji pomiędzy allelami różnych genotypów.

Wariancje: dominacji i epistazy ujawniają się pod wpływem modyfikującej roli środowiska zewnętrznego.

## Składnik środowiskowy
Składnik środowiskowy {\displaystyle v_{e}} składa się z wariancji ogólnej i specyficznej i zależy od stopnia modyfikacji przez czynniki środowiskowe wartości genotypowej:
{\displaystyle v_{e}=v_{Eog}+v_{Es},}
gdzie:
- {\displaystyle v_{Eog}} – wariancja środowiskowa ogólna – mają na nią wpływ czynniki wspólne dla jakiejś grupy osobników, działające przez całe życie osobnika, z jednakowym natężeniem i kierunkiem,
- {\displaystyle v_{Es}} – wariancja środowiskowa specyficzna – krótkotrwałe i podlegające częstym zmianom uwarunkowania specyficzne dla pojedynczego osobnika, działające z różnym natężeniem i w różnych kierunkach.